# یوهان رمن اونسن
یوهان رمن اونسن (انگلیسی: Johan Remen Evensen؛ زادهٔ ۱۶ سپتامبر ۱۹۸۵) اسکی‌باز پرش، و اسکی‌باز صحرانوردی اهل نروژ است.